# 아서 B. 맥도널드
아서 브루스 맥도널드(영어: Arthur "Art" Bruce McDonald, CC OOnt ONS FRS FRSC, 1943년 8월 29일 ~ )는 캐나다의 물리학자이다. 2015년, 중성미자 진동 발견에 대한 공로로 가지타 다카아키와 함께 노벨 물리학상을 공동 수상했다.